# Enrique Banchs
Enrique Banchs (Buenos Aires, 8 de febrero de 1888-Ibídem 6 de junio de 1968) fue un poeta argentino. Cultivó formas clásicas y diáfanas, inspiradas en el Siglo de Oro español, con fuertes reminiscencias hispanogermánicas y modernistas.
Fue miembro de la Academia Argentina de Letras y desarrolló una carrera periodística. Trabajó en la publicación La Prensa, en la revista Atlántida y dirigió por varios años hasta su jubilación la revista del ex Consejo Nacional de Educación El Monitor de la Educación Común. Banchs se inició en el mundo literario en el primer número de la revista Nosotros, con solo algunos versos publicados.
Publicó cuatro libros de poesía a comienzos del siglo XX. Su último libro está compuesto de sonetos, una forma lírica poco frecuente en los años en que escribió y dejada casi completamente de lado por los poetas posteriores. Banchs no se apartó de la vida literaria, pero no volvió a publicar poesía a lo largo de más de 50 años. Durante sus últimos días, se mantuvo en aislamiento y guardó silencio hasta su muerte, en 1968. En su honor hasta 2016 una biblioteca infantil en la Ciudad de Buenos Aires llevaba su nombre.
A partir de 1930 publicó en el diario La Prensa de Buenos Aires. narrativa para niños de 8 o 10 años en adelante, que puede clasificarse de este modo: relatos con personajes infantiles, cuentos de animales, narraciones de ambiente oriental o situadas en otros ámbitos exóticos y por último, relatos y apólogos de características y localización menos definidas, con un enfoque más universal de lo humano. Casi todos estos textos aparecieron firmados con los seudónimos J. Olive y E. Lloret, o simplemente como anónimos.

## Obras

### Poesía
- 1907: Las barcas
- 1908: El libro de los elogios
- 1909: El cascabel del halcón
- 1911: La urna
- canción

### Prosa
- 1941: Discurso de recepción en la Academia Argentina de Letras
- 1943: Averiguaciones sobre la autoridad en el idioma

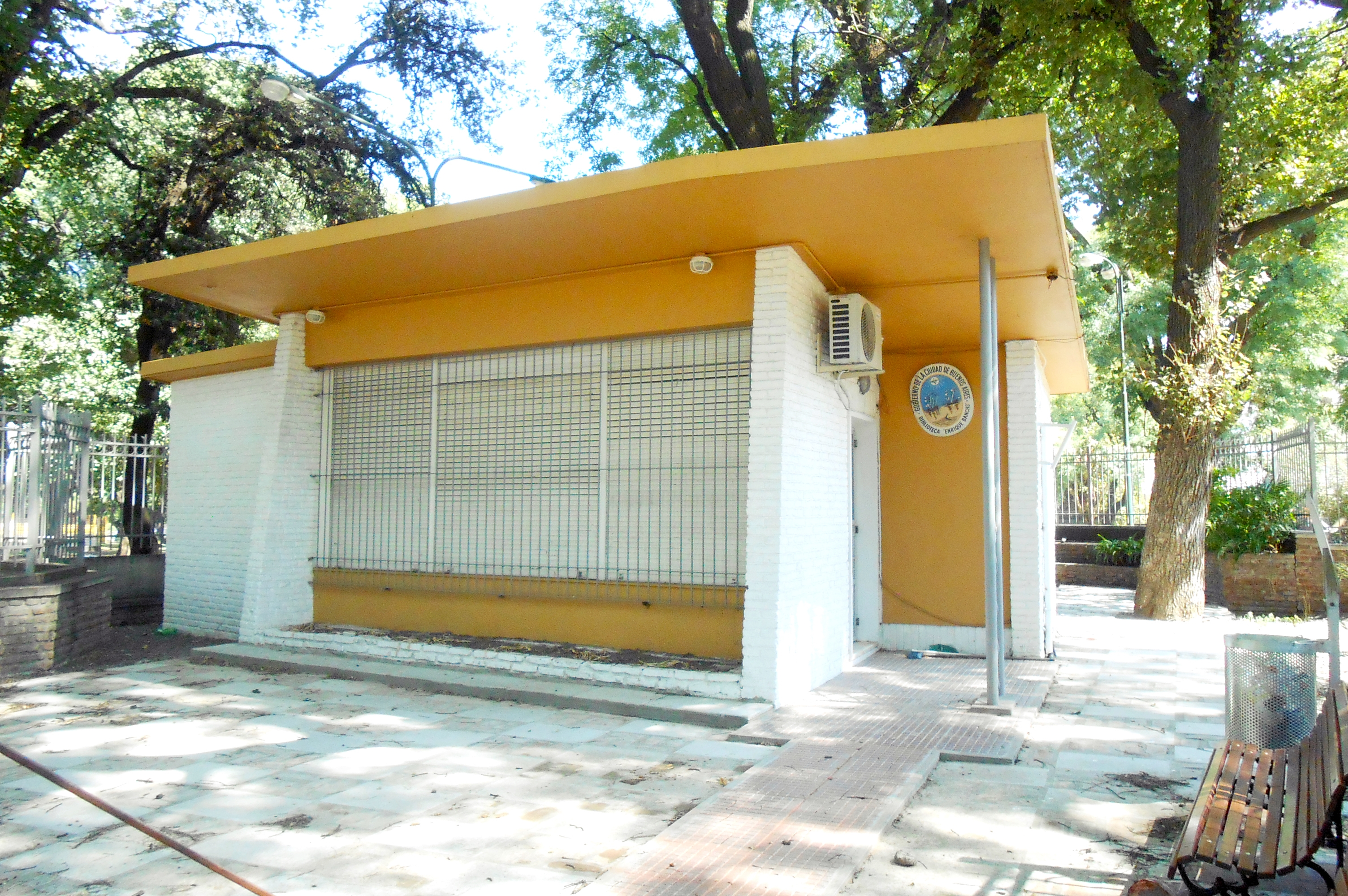
Biblioteca Enrique Banchs en el Parque de los Patricios, Buenos Aires.